# Amrum
Amrum – jedna z Wysp Północnofryzyjskich przy niemieckim wybrzeżu Morza Północnego. Leży na południe od wyspy Sylt i na zachód od wyspy Föhr.
Administracyjnie należy do powiatu Nordfriesland w kraju związkowym Szlezwik-Holsztyn. Wyspa ma powierzchnię 20,46 km², a zamieszkuje ją 2300 mieszkańców.